# Louis Anquetin
Louis Anquetin (Étrépagny, 1861. január 26. – Párizs, 1932. augusztus 19.) francia festő, aki a szintetizmus alapítói és alkalmazói körébe tartozott. Nagy hatással volt rá Claude Monet, Edgar Degas, Paul Gauguin, Émile Bernard festészete. Előszeretettel és nagy sikerrel festette a párizsi lóversenyek mozgalmas jeleneteit.

## Életútja
Atyja hentes volt, anyja gazdálkodók és lókereskedők családjából származott. Gyermekkorában nagyon megszerette az állatokat, főleg a lovakat, az atyja már négyéves korától tanította gyermekét lovagolni. A szülők szerették volna, ha gyermekük kereskedőnek tanul, de a gyermek Louis Anqutein csak a lovaglás és a rajz iránt érdeklődött, így a szülők elengedték Párizsba tanulni.
1882-ben érkezett Párizsba, itt Léon Bonnat festőiskolájában tanult, ahol Henri de Toulouse-Lautrec-kel találkozott, akivel egy életre szóló barátságot kötött. (1894-ben együtt utaztak Belgiumba és Hollandiába a flamand művészek, (Peter Paul Rubens, Rembrandt stb. alkotásainak tanulmányozása céljából).
Miután Bonnat egy időre bezárta iskoláját, Anquetin Fernand Cormon stúdiójában tanult tovább, hamarosan ő lett Cormon egyik legígéretesebb tanítványa. Cormon csoportjában megfordult Eugène Boch, Paul Tampier is.
Az 1880-as évek végén a korszak levegője már telített volt az impresszionizmus meghaladásának igényével, leghamarabb Vincent van Gogh-nak sikerült ez, s Gauguin-nek, de a Gauguin körül kialakult Pont-aveni iskola, s mindjárt utána a Nabis csoport is fellépett már ezzel az igénnyel, s ki is alakította festészeti módszerét, a szintetizmust. Louis Anquetin is hamar a szintetizmus alapítói és művelői körébe került, s részt vett velük az 1889-es párizsi világkiállítás alkalmából Volpini művészeti kávéházában rendezett kiállításon, egy a Pont Neufön áthajtó lovasfogatot festett meg.
A 17. századi holland és flamand festők hatása alól nem tudta magát kivonni, nagyra becsülte nagy anatómiai tudásukat, s festési technikájukat is behatóan tanulmányozta, saját kora számára szeretett volna abból mennél többet megmenteni, ennek kapcsán heves vitái voltak Pierre-Auguste Renoirral.
Együtt alkotott és fejlődött a realizmussal, az impresszionizmussal, a posztimpresszionizmussal. Alak- és mozgásábrázolása kiváló, életműve nagyon értékes, sokáig mégis feledésbe merült, de nem örökre. Jeles közgyűjtemények (a párizsi Louvre és Musée d’Orsay, a londoni National Gallery, a szentpétervári Ermitázs stb.) őrzik alkotásait. Számos képe került magángyűjteményekbe, napjainkban egy-egy képéért magas árat adnak a műkereskedésekben.

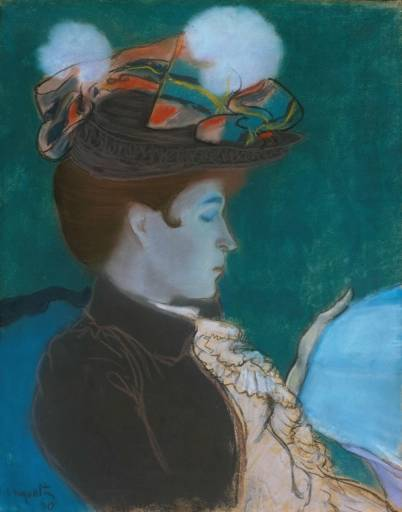
Olvasónő (1890)

## Képei (válogatás)

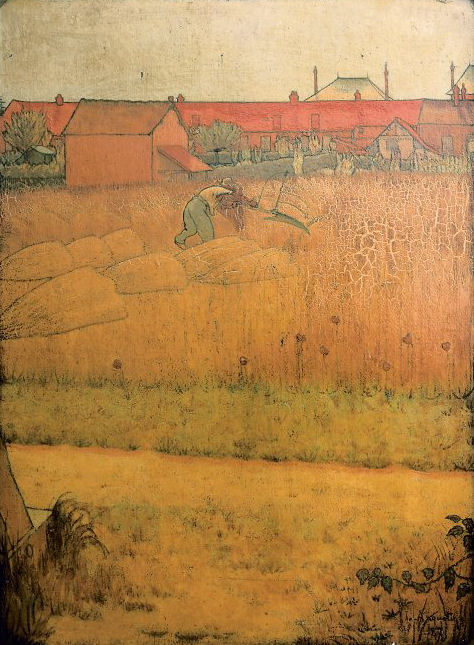
Kaszálás kaszálógéppel (1887)
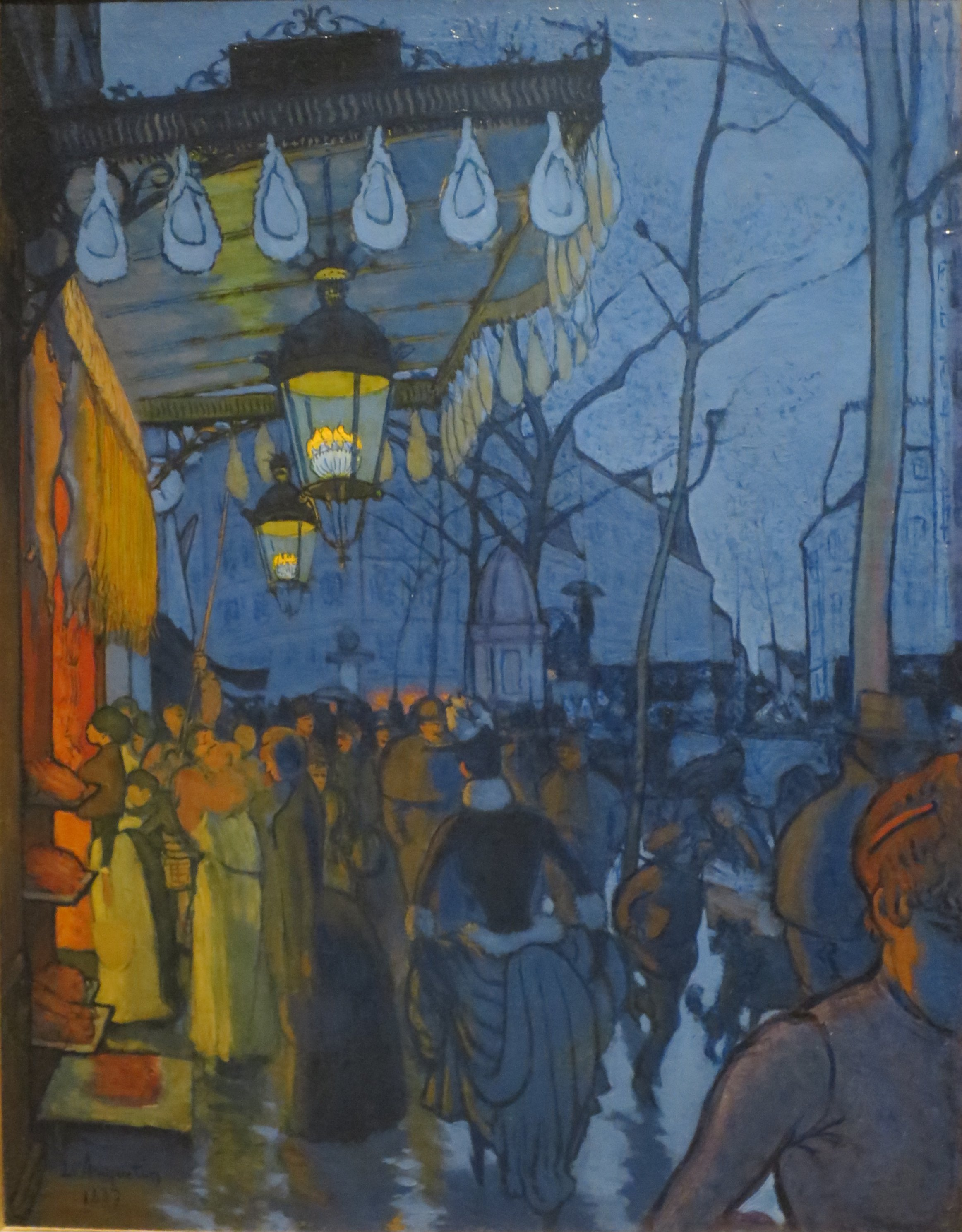
Clichy sugárút este öt órakor (1887)
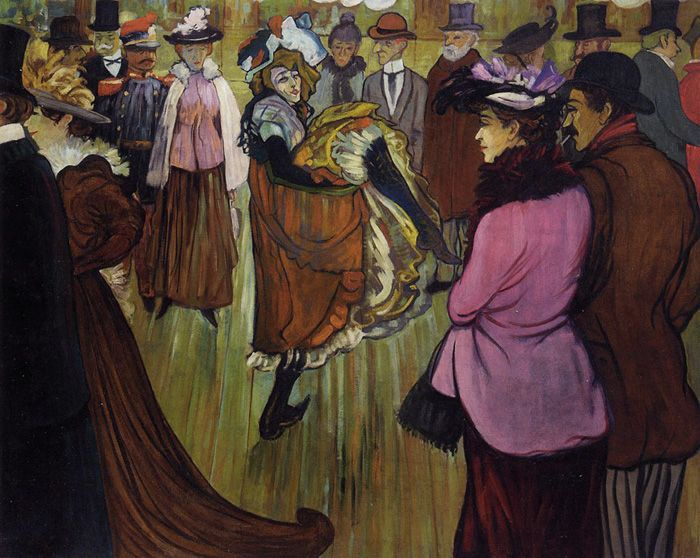
Moulin Rouge (1893)
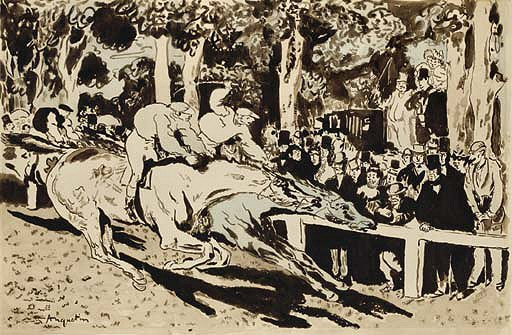
Beérkezés (1895)